# András Adorján (schaker)
András Adorján (Boedapest, 31 maart 1950 – 11 mei 2023) was een Hongaars schaker. Hij was sinds 1973 een grootmeester (GM). 

## Carrière
In 1969 eindigde hij op de tweede plaats in het jeugdwereldkampioenschap dat in Stockholm gespeeld werd. Anatoli Karpov werd eerste. In 1970 won hij in Groningen het Europees schaakkampioenschap voor junioren. 
In 1973 werd hij internationaal FIDE grootmeester en in 1984 was hij kampioen van Hongarije. Hij speelde mee in een kandidatentoernooi maar verloor zijn match tegen Robert Hübner. In 1987 won hij het New York open. Adorján heeft in veel toernooien meegespeeld en was een geziene speler.
Adorján overleed op 73-jarige leeftijd.

## Adorjánvariant van het Engels
Adorján heeft een variant op zijn naam staan in de schaakopening Engels met de zetten
1. c4 g6
2. e4 e5 (zie diagram)
| 8 | rd                             | nd | bd | qd | kd | bd | nd | rd |
| 7 | pd                             | pd | pd | pd |    | pd |    | pd |
| 6 |                                |    |    |    |    |    | pd |    |
| 5 |                                |    |    |    | pd |    |    |    |
| 4 |                                |    | pl |    | pl |    |    |    |
| 3 |                                |    |    |    |    |    |    |    |
| 2 | pl                             | pl |    | pl |    | pl | pl | pl |
| 1 | rl                             | nl | bl | ql | kl | bl | nl | rl |
|   | a                              | b  | c  | d  | e  | f  | g  | h  |
|   | Adorjánverdediging na 2. ...e5 |    |    |    |    |    |    |    |